# Ribosomaal DNA

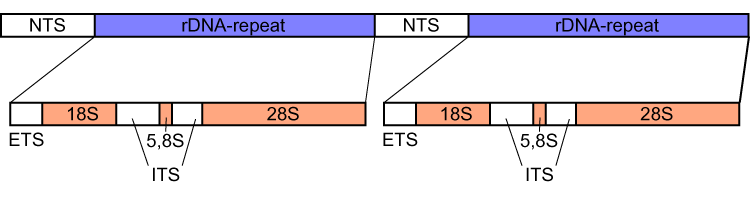
Eukaryotisch rDNA bevat een sequentie met 18S-, 5.8S- en 28S-gebieden die in tandem achter elkaar liggen; het 5S-rDNA wordt afzonderlijk gecodeerd. NTS, niet-getranscribeerde spacer, ETS, externe getranscribeerde spacer, ITS, interne getranscribeerde spacer.

Ribosomaal DNA (rDNA) is het geheel aan DNA-sequenties dat voor ribosomaal RNA codeert. Ribosomen, de moleculaire complexen die eiwitsynthese verzorgen, zijn assemblages van r-eiwitten en rRNA-moleculen. Het rDNA van eukaryoten bestaat uit een tandemherhaling van een ‘basissequentie’ die op zijn beurt samengesteld is uit NTS-, ETS-, 18S-, ITS1-, 5.8S-, ITS2- en 28S-gebieden. Daarnaast codeert het rDNA voor 5S-rRNA, dat elders in het genoom voorkomt. DNA-gebieden die repetitief zijn, ondergaan vaak recombinatie. Voor de rDNA-repeats bestaan veel regulerende mechanismen die mutaties tegengaan, waardoor het rDNA een uitgesproken geconserveerd karakter heeft.
In de celkern is het rDNA van de chromosomen zichtbaar als de nucleolus. De rDNA-sequenties worden ook wel nucleolus organizer regions (nucleolus-organisatiegebieden) genoemd, omdat ze direct betrokken zijn bij de vorming van de nucleolus. Transcriptioneel actief rDNA bevindt zich altijd in de nucleolus zelf. Er zijn enkele sequenties die ook buiten de nucleus voorkomen, namelijk in het heterochromatine.
De genen die coderen voor rRNA zijn sterk geconserveerd onder organismen; zelfs onder eukaryoten, bacteriën (ook chloroplasten) en archaea. Het aantal genduplicaties dat bij het ribosomaal DNA is opgetreden verschilt per groep. Het 16S-rRNA wordt veel gebruikt voor fylogenetisch onderzoek.